# Dolichoderus modiglianii
Dolichoderus modiglianii é uma espécie de formiga do gênero Dolichoderus.